# Cal Jepó (la Pedra)
Cal Jepó és una masia del poble de la Pedra, al municipi de la Coma i la Pedra, a la Vall de Lord (Solsonès), a la capçalera del riu Mosoll (Vall de Lord) indret dit, també, les Valls de la Pedra. Per això a la masia se la coneix com cal Jepó de les Valls.